# 白山社 (飯田市上飯田)
白山社（はくさんしゃ）は、長野県飯田市の風越山に所在する神社。旧社格は県社である。

## 由緒
718年（養老2年）9月9日に越前麻生津の泰澄大師が加賀の白山神社から勧請したという。白山の修験者、いわゆる山伏によって伝播したとも考えられている。白山社は風越山の飯田市側のほぼ全域を占める広大な地域にわたり、白山本社と称される山頂の奥宮と東山麓の里宮に分かれる。また、飯田市白山町には遥拝所がある。明治時代初期までは神仏融合の寺社であり、白山妙理大権現と別当天台宗の岩戸山白山寺から成り、御朱印十国を得ていたが、1869年（明治2年）の廃仏毀釈により白山寺は廃寺となった。
白山社は古くから在郷の武将の信仰を集め、『白山寺記』によれば、1182年から1183年（寿永年間）に源義仲が挙兵にあたって戦勝祈願を行っている。1187年（文治3年）から1592年から1593年（天正年間）頃にかけては、坂西氏をはじめ歴代の飯田城主は神社保護の制札を掲げて土地の寄進や社殿等の造営や再興を支援した。
1934年（昭和9年）10月4日、県社に昇格した。

## 境内
1790年（寛政2年）に寺社奉行に提出された「白山寺自領絵図」には、里宮の仁王門の内側に本地堂、持仏堂、書院などを備えた白山寺が描かれている。裏門から奥宮に至る路沿いには、峯薬師堂と五重塔、不動堂と三重塔、石灯籠、虚空蔵堂、矢立木、八幡社、鳥居、名号石が連なり、山頂の奥宮には随神門、絵馬堂、休所、供所、白山本社（奥宮）、諏訪宮、稲荷堂がある。さらに奥の院に、奥院、狗賓堂、小社などが描かれており、「矢立木より上を神の領域」、「虚空蔵堂より下を仏の領域」とされていたことが見受けられる。

### 里宮・参道
廃仏毀釈により現在里宮に残る建造物は多くないが、本殿・拝殿・婚嫁殿・薬師堂・絵馬堂・随身門等が境内に残る。

#### 随身門
1985年（昭和60年）11月20日に飯田市有形文化財指定を受け、1828年（文政11年）再建と推定されている間口7メートル、奥行4メートル、高さ11メートルの総欅造、入母屋造、唐破風をもつ三間楼門。白山寺の堂宇の多くは廃仏毀釈により壊されたが旧仁王門が隋身門として残された。
唐破風を付けた上層に飯田藩十一代藩主堀親義が1858年（安政5年）に奉献した「翠濤閣」の扁額がかかる。神門の両脇には左向かってに矢大神、右に左大神が奉られ、上層には天人や魚に乗った人、麒麟、象、松に鶴など、通路天井部分には十二支が刻まれている。

#### 拝殿
1733年（享保18年）建立の白山寺地堂（護摩堂）が拝殿に転用され残っている。大工棟梁宮下半助が和様に禅宗様の技法を取り入れた建物である。

#### 本殿
本殿は、諏訪大社上社本宮の宝殿を移築したものである。

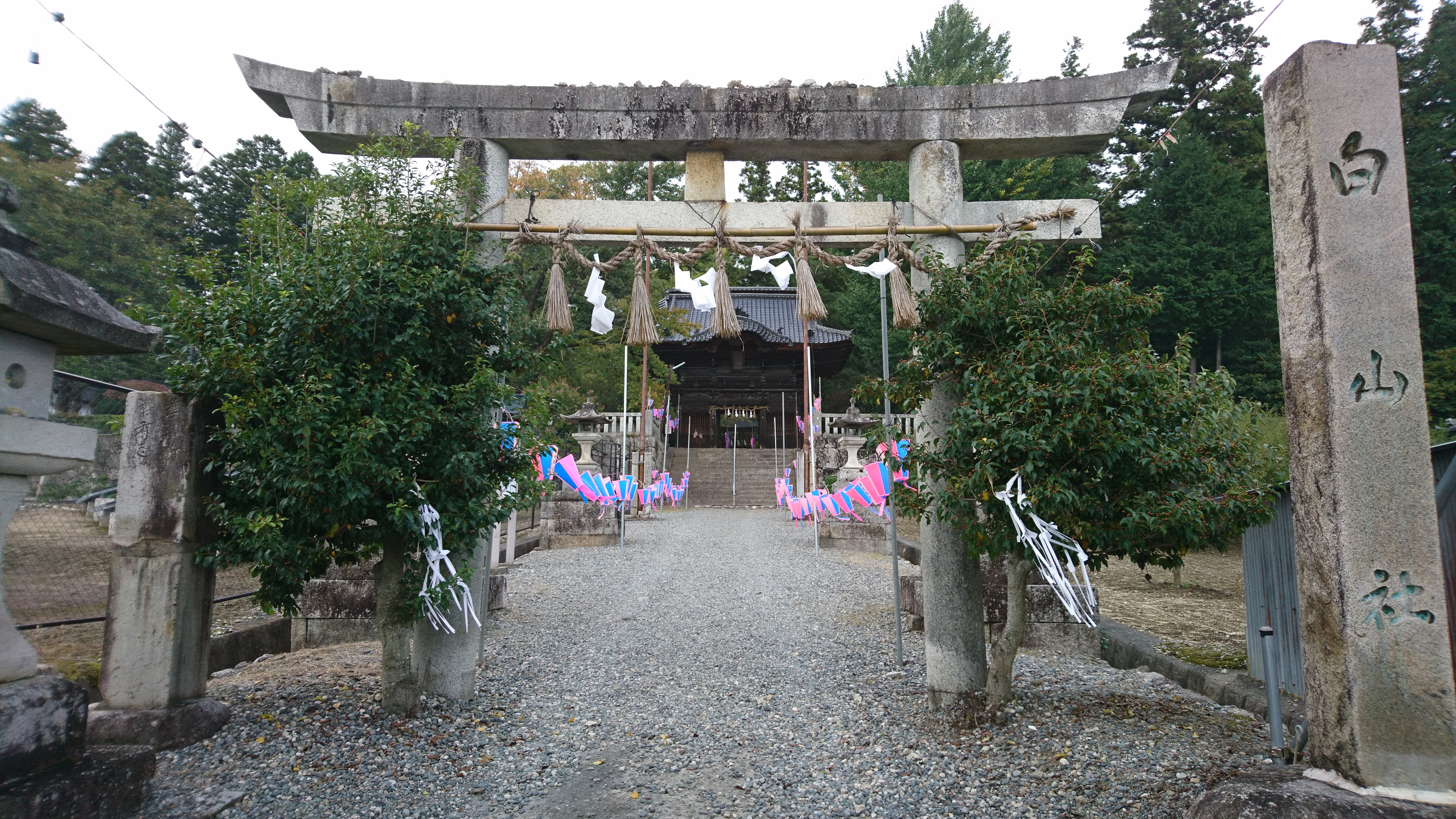
鳥居
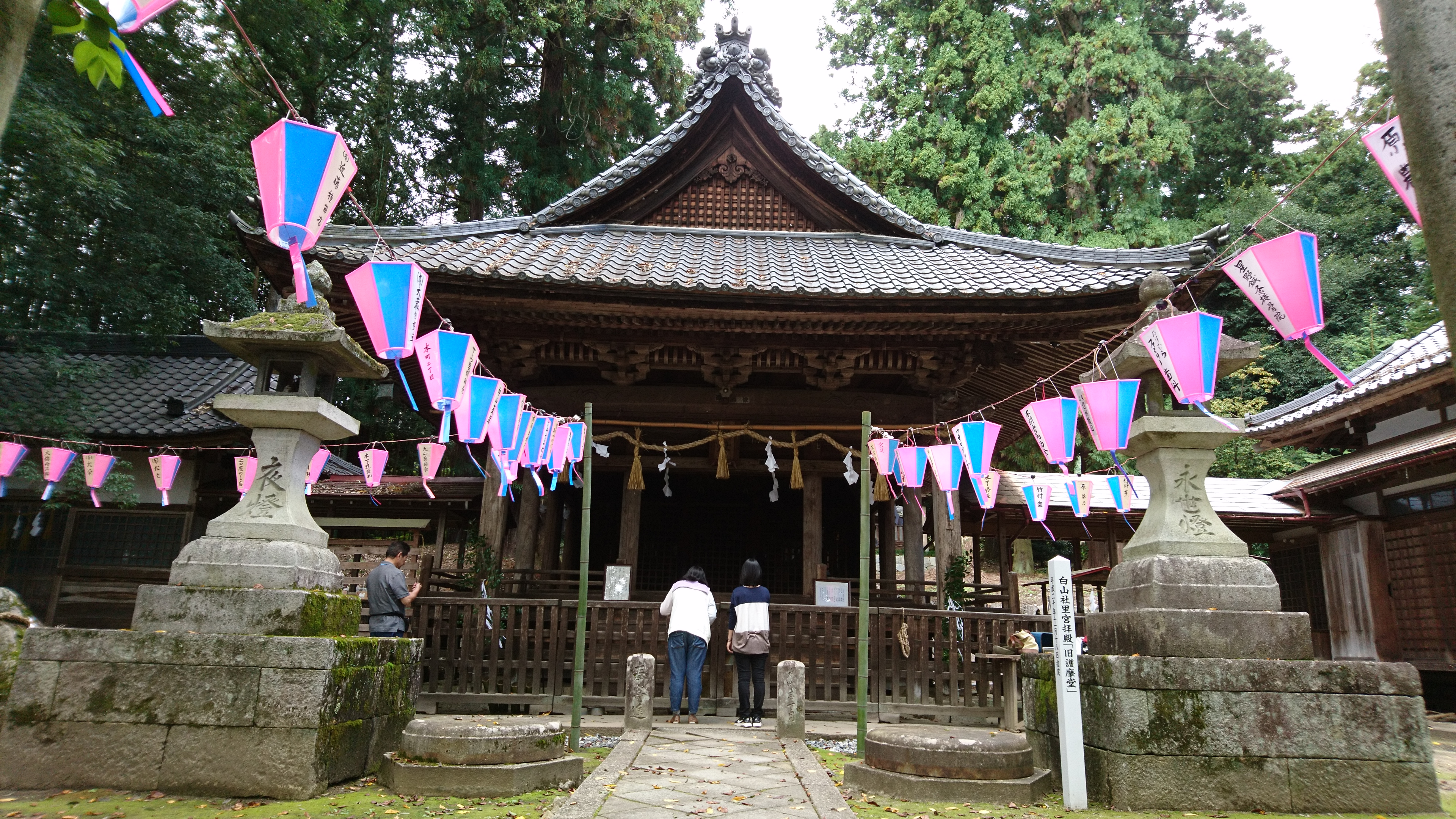
旧護摩堂
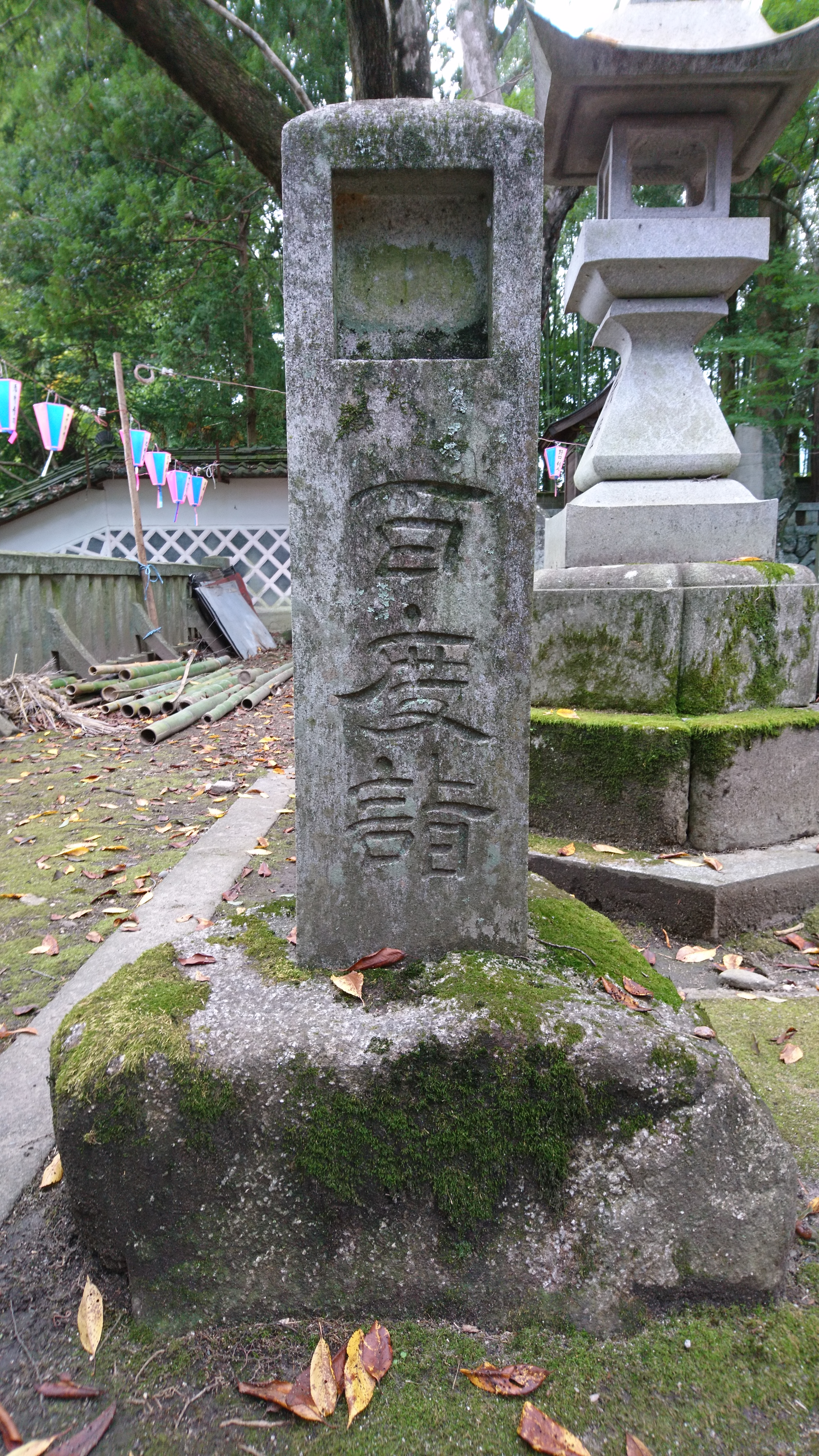
百度詣石
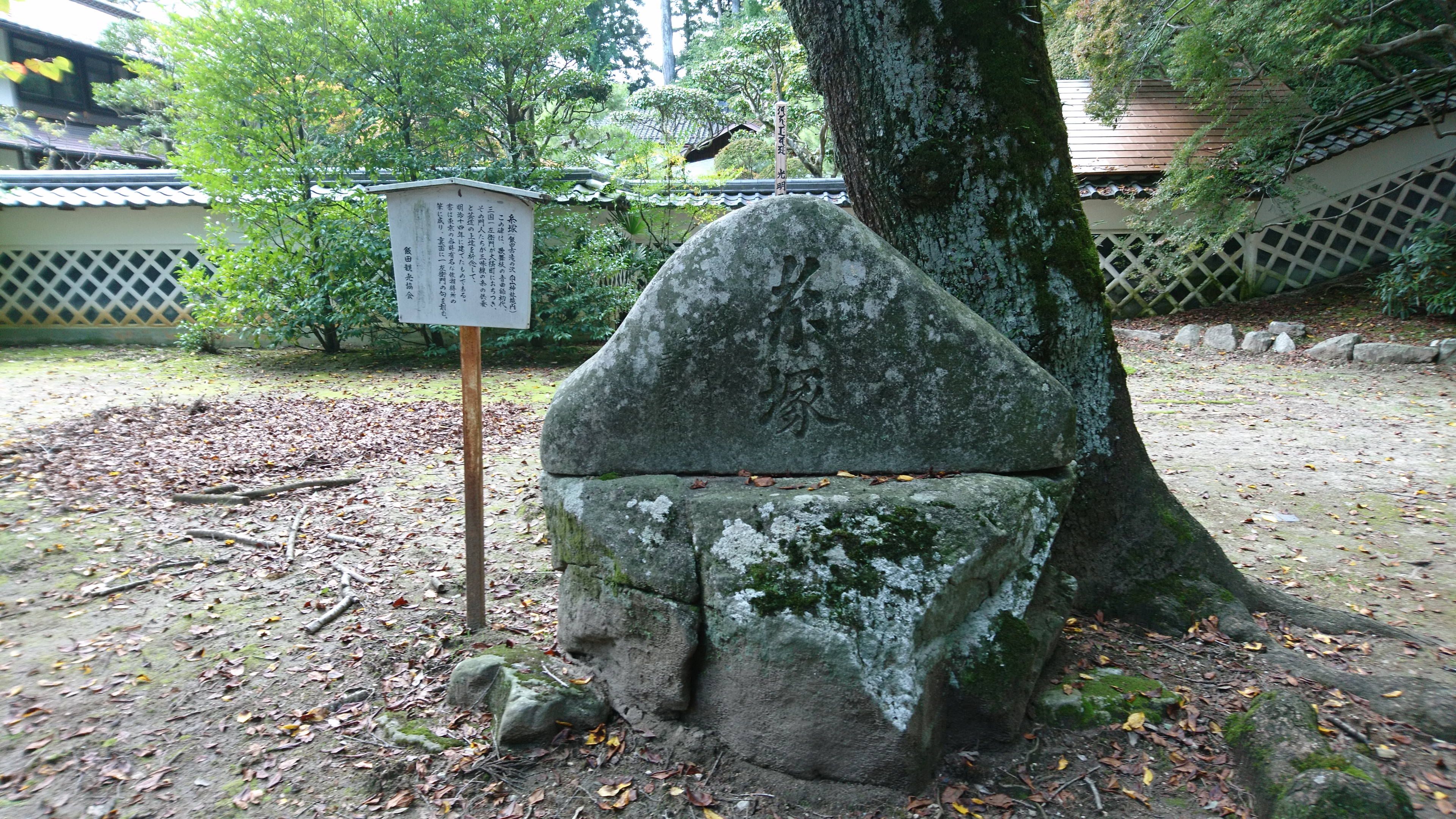
糸塚
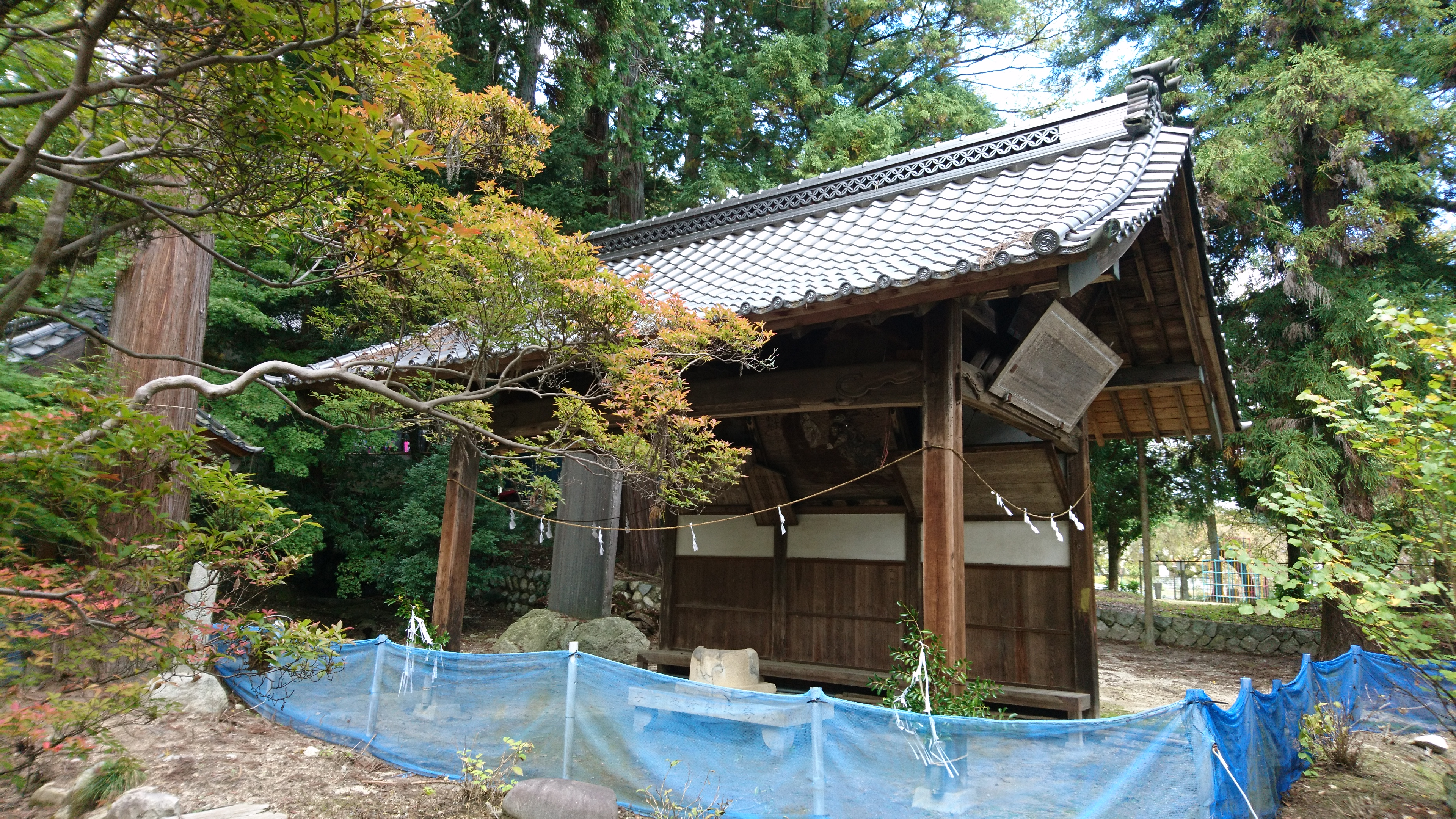
絵馬殿
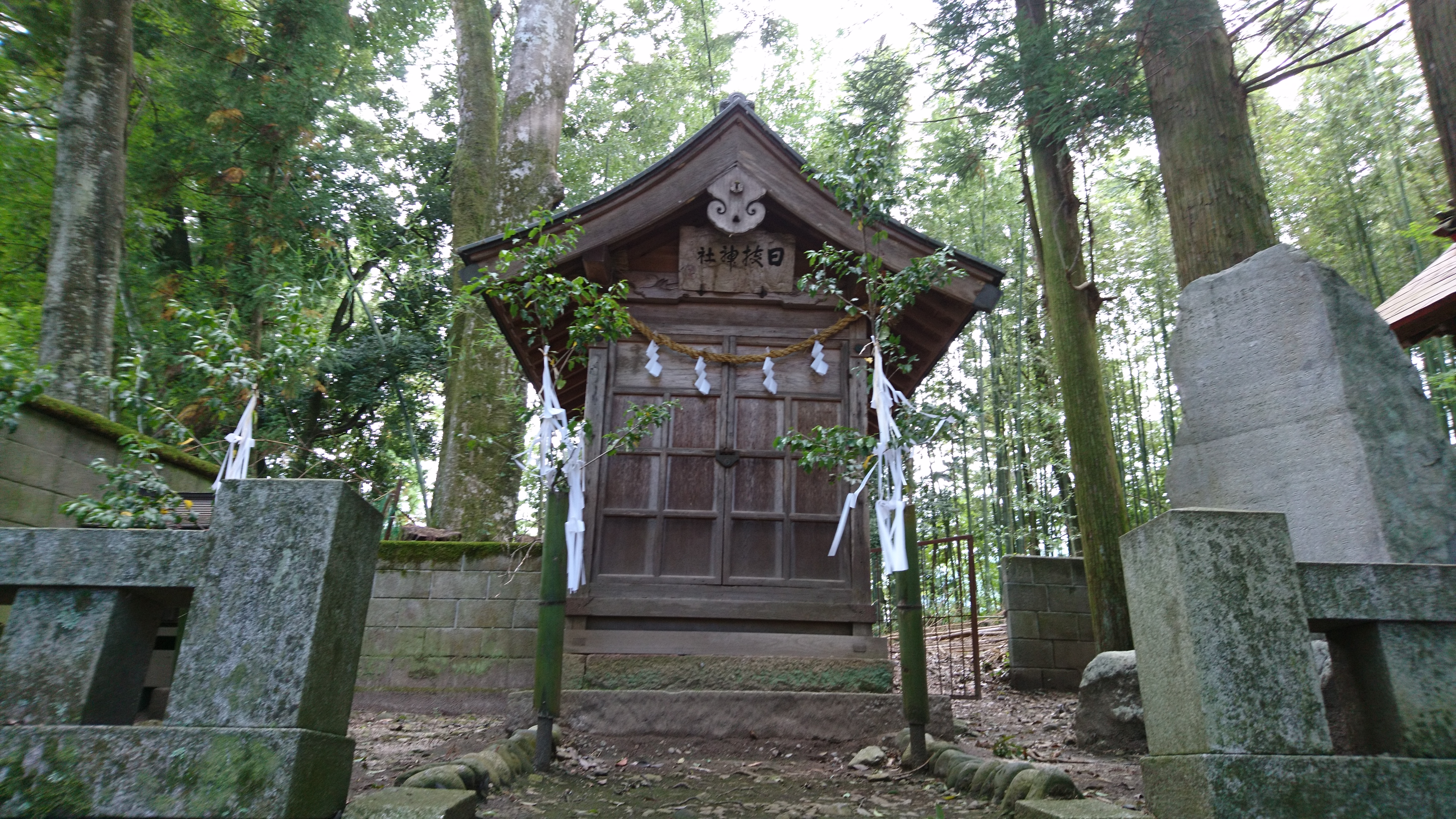
境内社
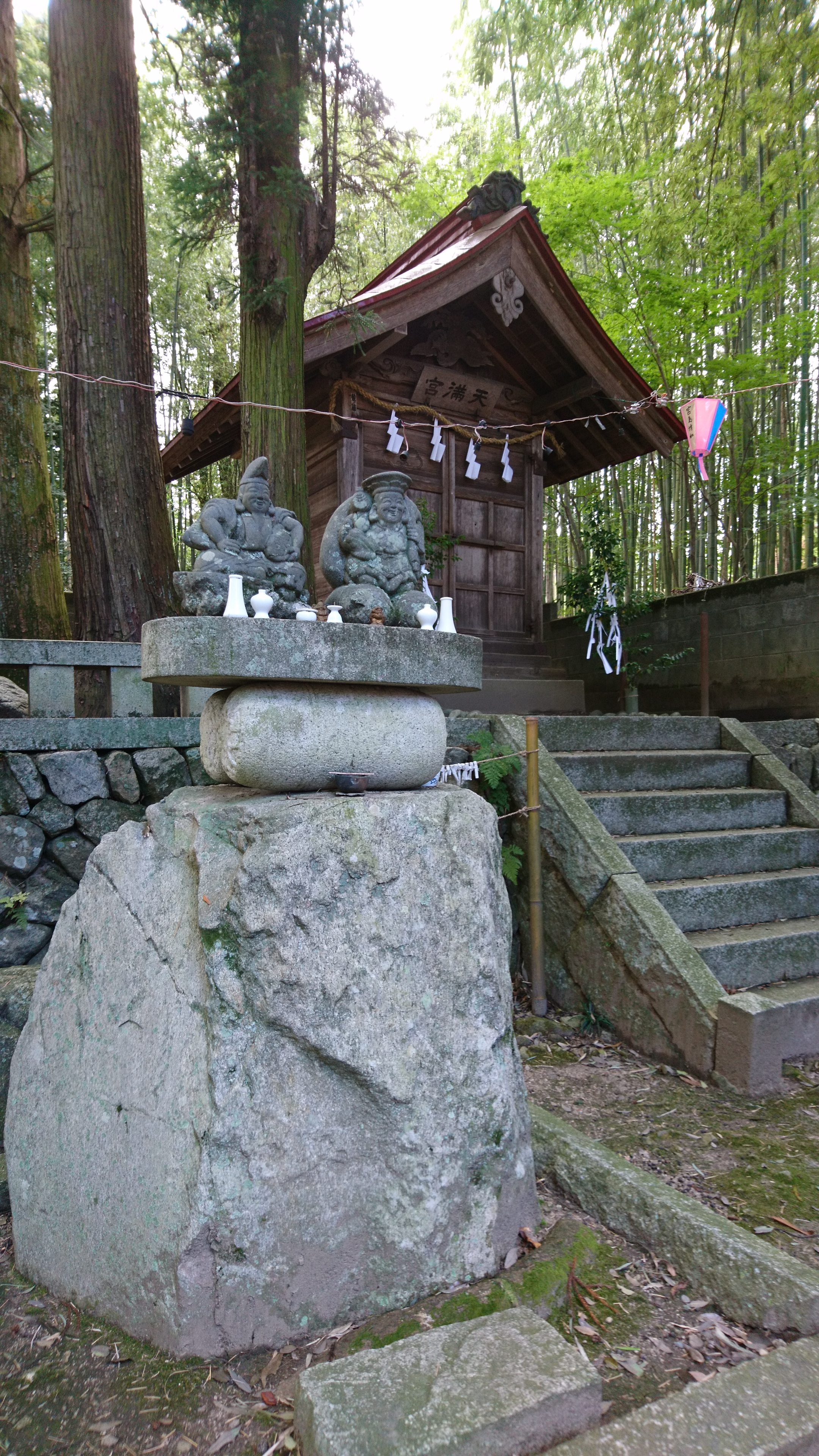
境内社 天満宮
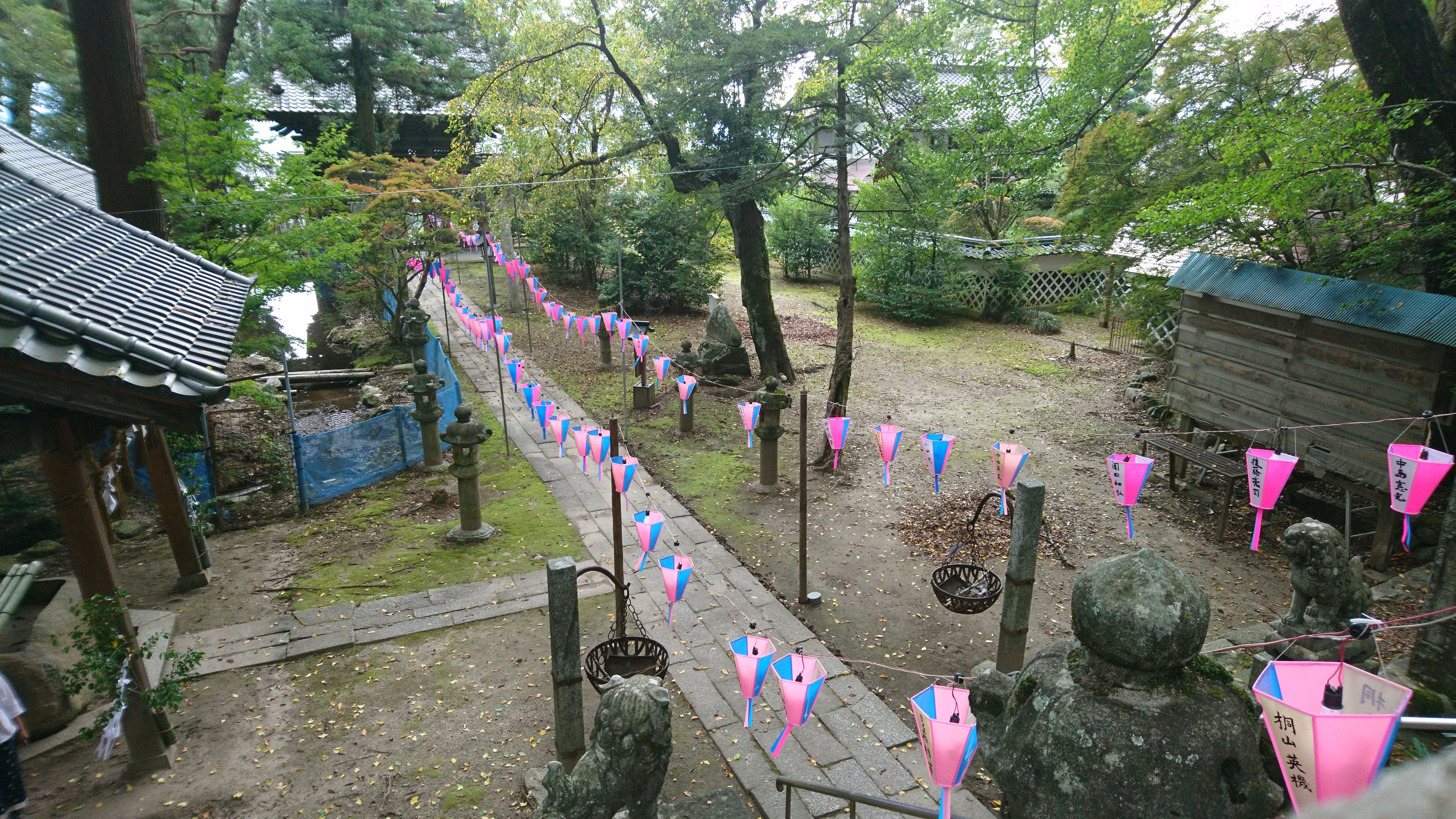
里宮の境内
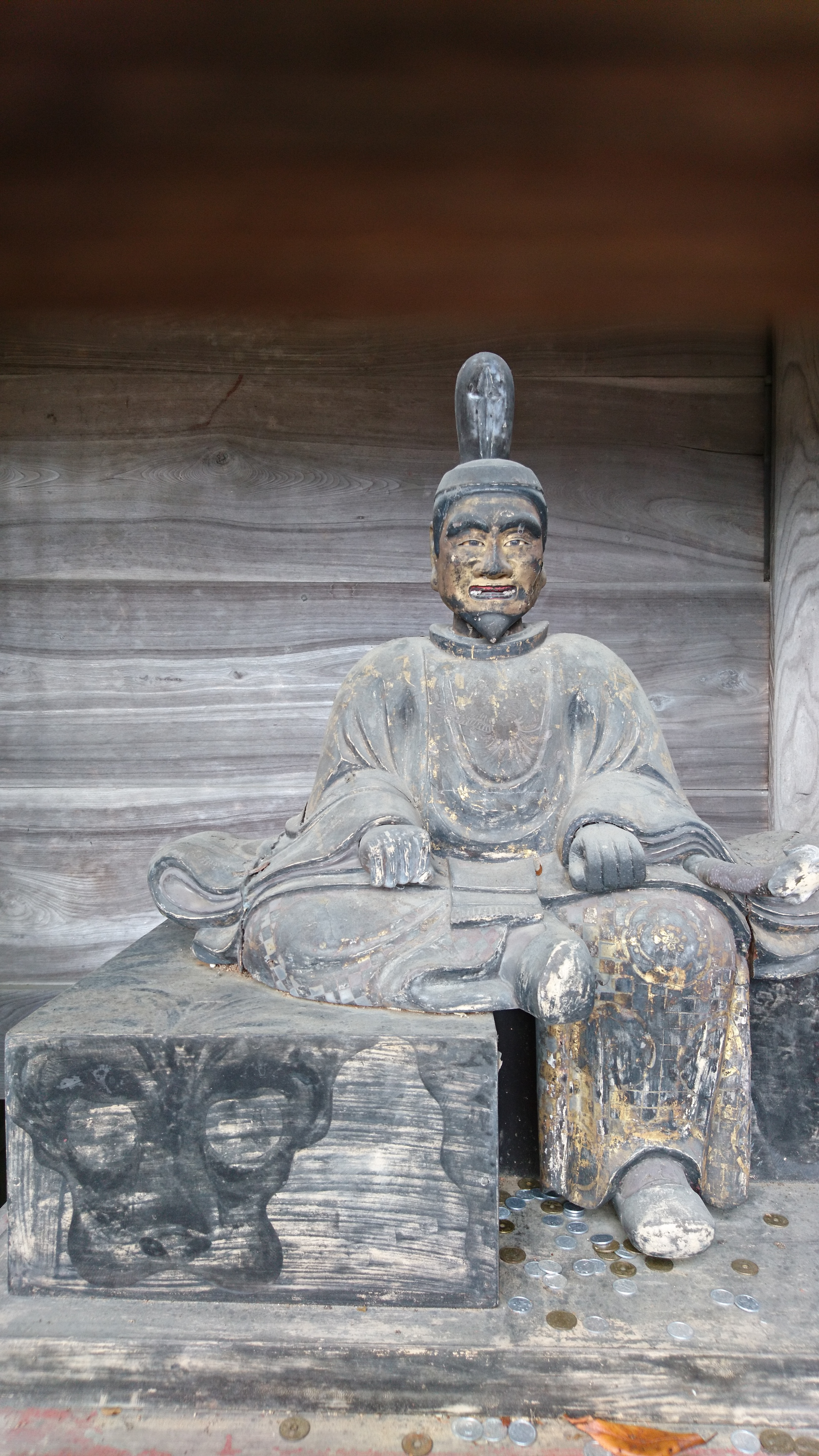
随身門右側の神像
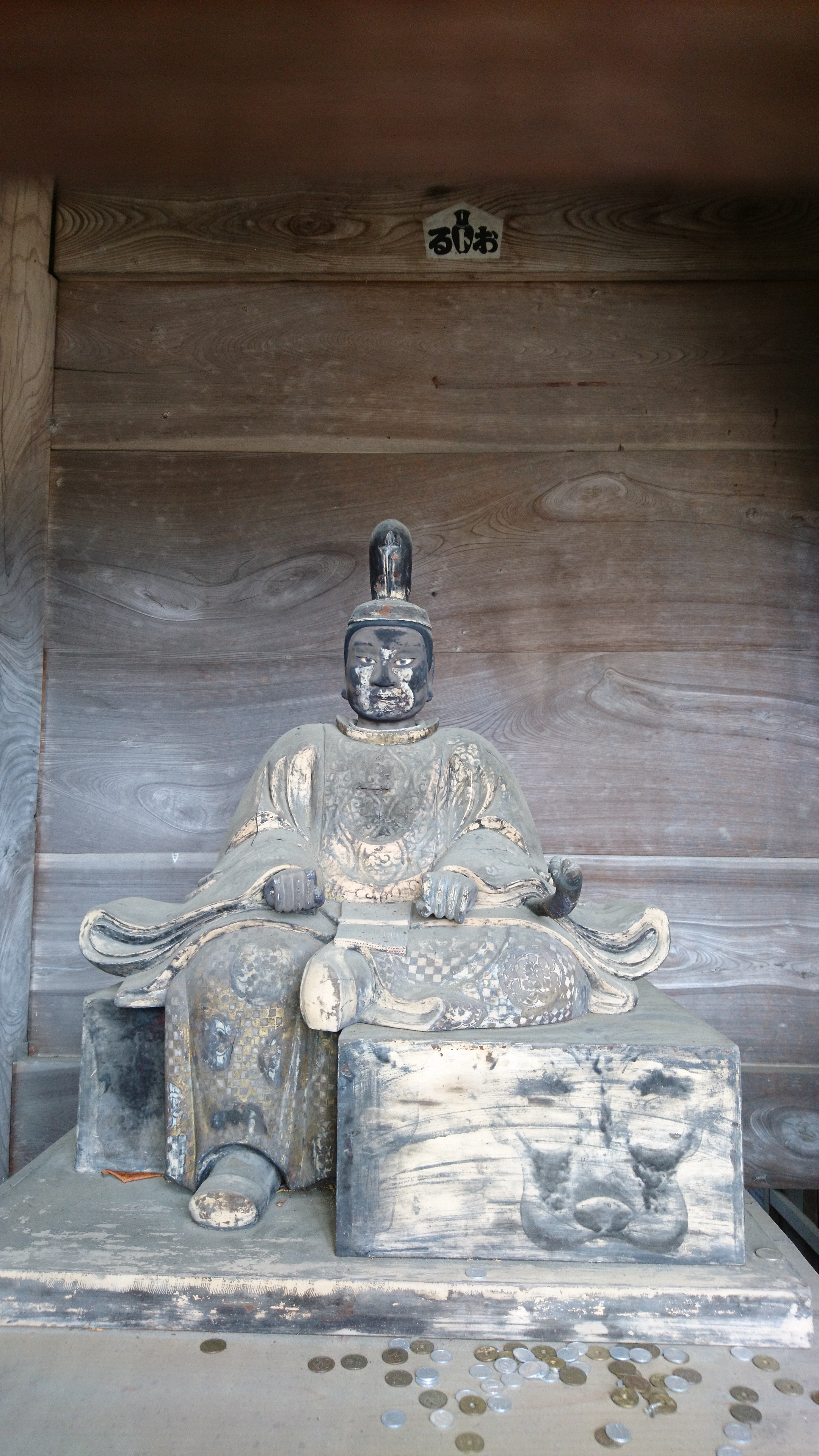
随身門左側の神像

### 奥宮
国の重要文化財に指定されている奥宮の奥社本殿は1509年（永正6年）の建築とされる。奥社は里宮からの参道で標高差、900メートルを登った風越山（標高1,535メートル）の標高約1,460メートルの平坦地に建立されている。

#### 本殿
奥社本殿は、三間社流造、こけら葺き。1509年（永正6年）の建立である。室町時代の造営以来、1590年（天正20年）、1926年（寛永3年）、1669年（寛文9年）、1688年（貞享5年）、1704年（宝永元年）、1731年（享保16年）、1806年（文化3年）、1766年（明和3年）、1838年（天保9年）、1901年（明治34年）などに大小補修を受けている。1934年（昭和9年）1月30日に国の重要文化財に指定され1925年（昭和14年）7月20日～1926年（昭和15年）5月31日には根本的な修理工事が行われた。1974年（昭和49年）には屋根こけら葺の全面葺き替えと箱棟の銅板包み直しを行い、近年では2004年（平成16年）・2005年（平成17年）度に屋根葺き替え、腐朽した土台・柱根等の木部補修、扉絵の保存修復などが行われた。

#### 幣殿・拝殿
1731年（享保16年）に建立された本殿に繋がる建物。大工棟梁は北方村（飯田市北方）の宮下半助である。

#### 随身門
1775年（安永4年）に建立されたと推定される。

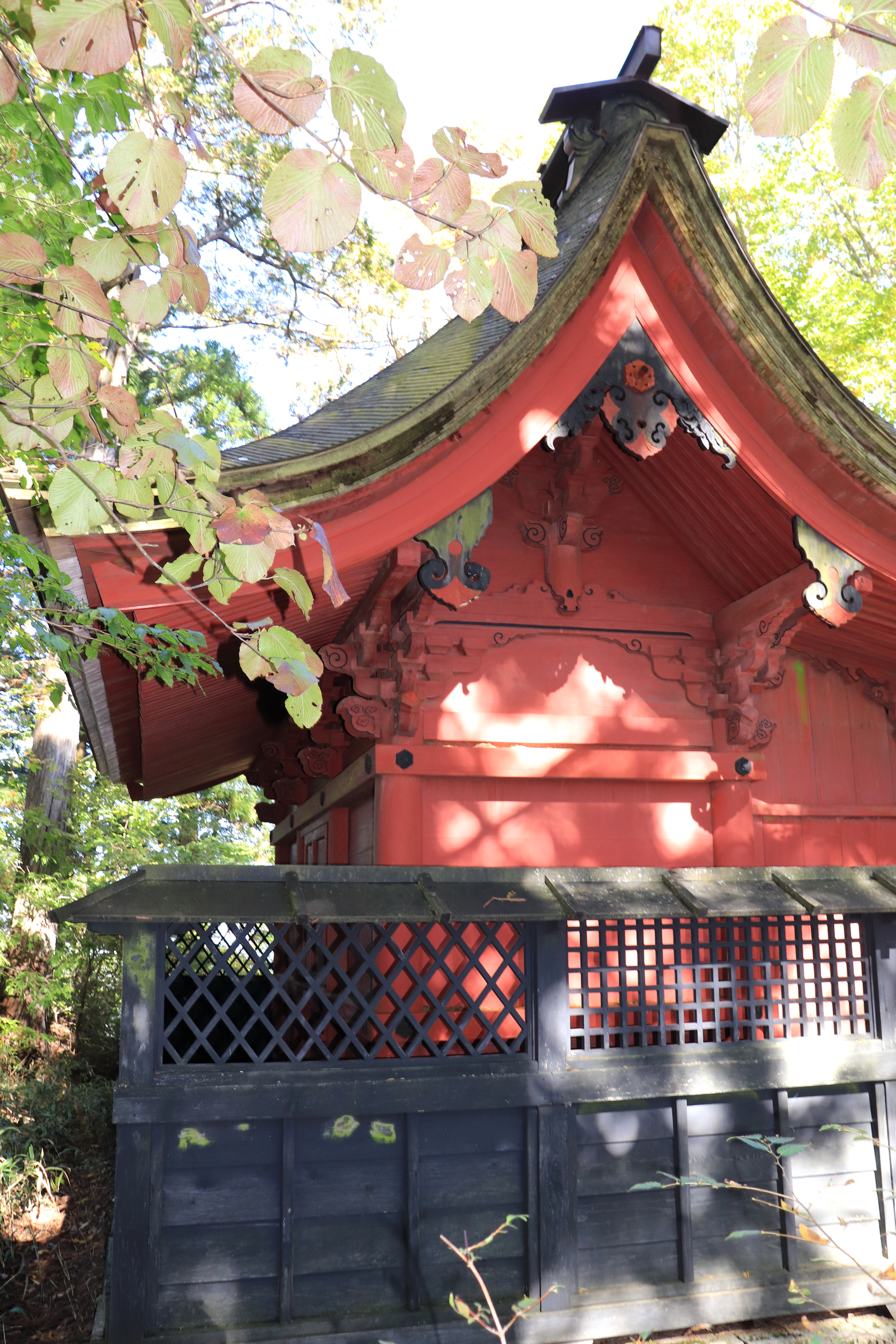
本殿（国の重要文化財）
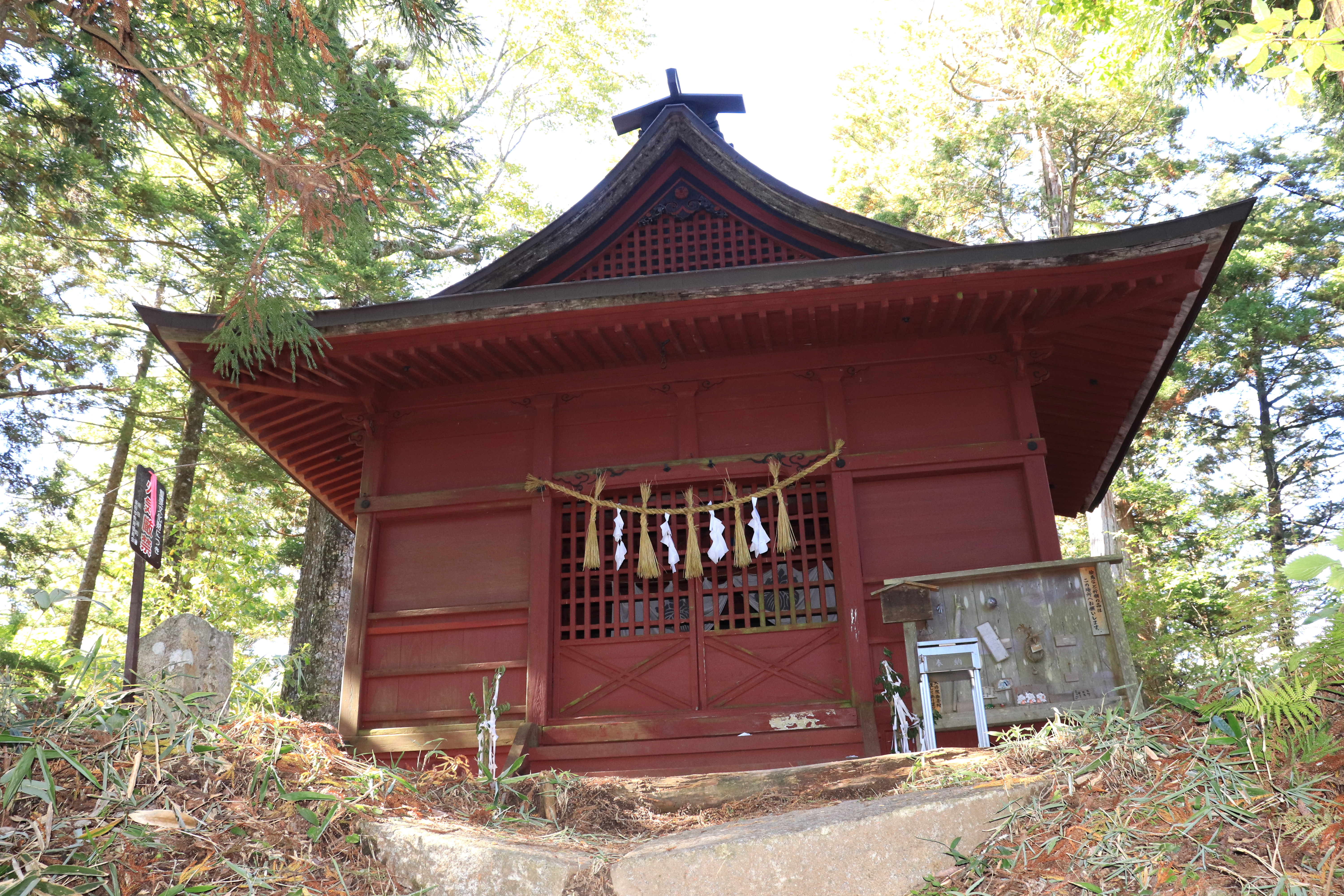
拝殿
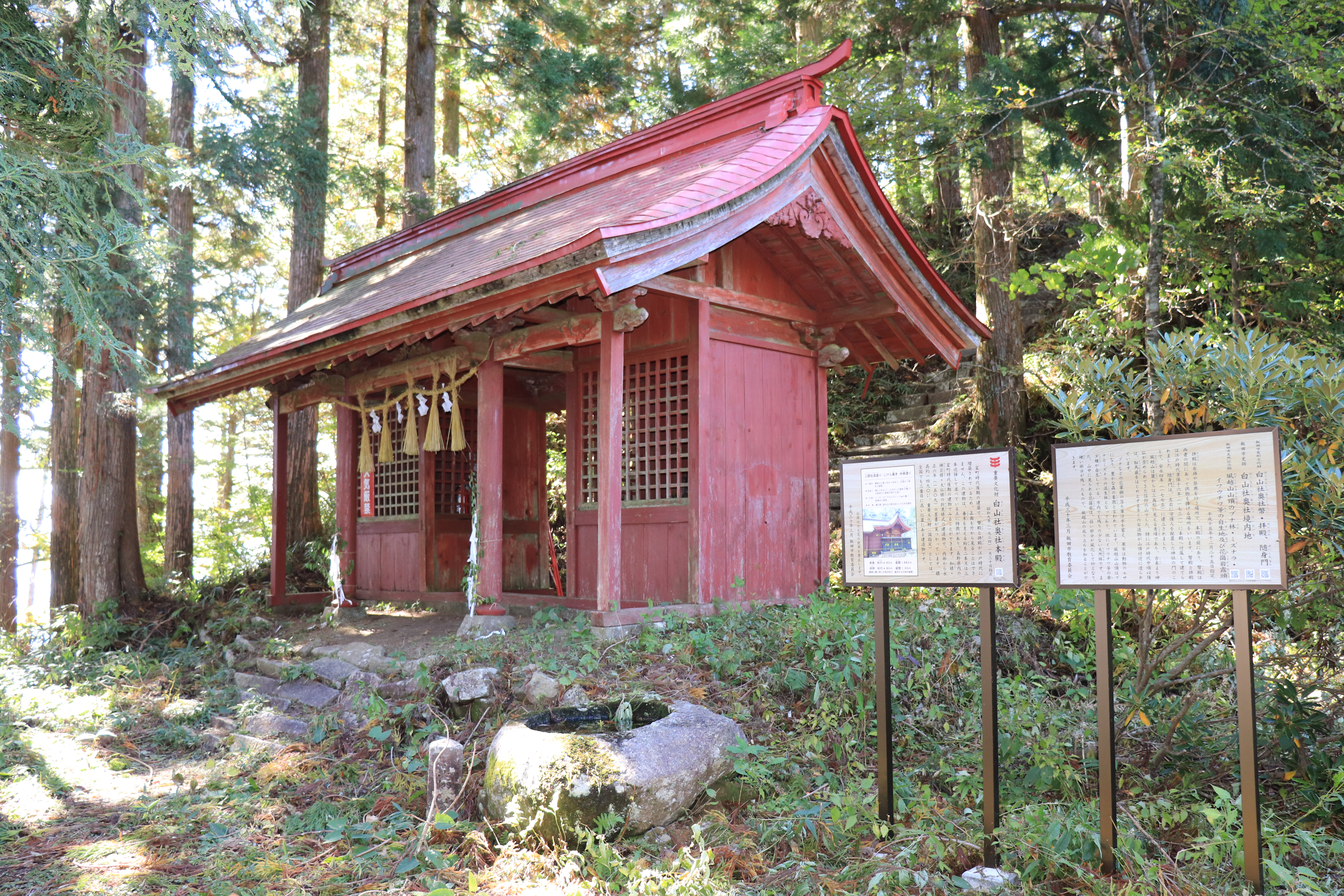
随身門

## 祭神
- 伊弉諾命
- 菊理媛神
- 大己貴命

## 例祭
- 1月1日 元旦祭
- 1月15日　達磨祭
- 2月3日　節分祭
- 4月29日　春季祈年祭
- 7月1日　大祓祭
- 9月1日　風神祭・茅の輪
- 10月1日　開山祭
- 10月9日　初九日祭
- 10月19日　秋季例大祭（湯立神事・どぶろく祭）
- 10月29日　閉山祭
- 11月19日　新嘗祭
- 12月19日　大祓祭